# 中枢神経刺激薬

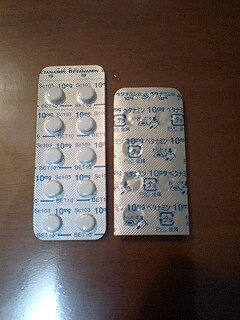
ベタナミン錠

中枢神経刺激薬 (ちゅうすうしんけいしげきやく、英: central nervous system stimulants :CNS stimulants) は、中枢神経系に作用し、その機能を活発化させる薬物の総称である。世界保健機関による精神医学の用語集において、アンフェタミンやコカインのような交感神経様作用アミンと、ストリキニーネやピクロトキシンのような中枢神経興奮剤とを含むとしている。日本の薬効分類から見れば、興奮剤、覚醒剤の分類名の横に、central nervous system stimulantsの英名が書かれている。これでは、ストリキニーネなども下位に分類される。
中枢神経系への刺激作用からの中枢神経系刺激薬のような分類では、さらに下位に精神運動刺激薬と、幻覚剤に分ける場合がある。アメリカの軍隊のマニュアルでも、LSDも中枢神経刺激薬に含まれることがある。

## 添付文書における薬効分類の注意
メチルフェニデートの医薬品の添付文書においては中枢神経刺激剤の薬効分類名が書かれている。そのインタビューフォームにおいては中枢神経興奮剤の薬効分類名が書かれている。添付文書の上部にある、このような薬効分類名は標榜薬効と呼ばれ、標榜としての自由度が許容されているが、同じ成分であれば統一すべきものが各社の標榜がバラバラになっていることが指摘されている。
ある書籍には、精神刺激薬の項にてメチルフェニデートを中枢神経刺激剤と紹介し、薬事関係のニュースサイトは同じくメチルフェニデートを紹介するのに中枢神経興奮剤を用いている。この薬効分類名は、モダフィニルでは精神神経用剤。アンナカでは中枢興奮・鎮痛剤である。

## 用途
昏睡からの覚醒やナルコレプシーなどの重度の睡眠障害の治療に使用されることが多い。中枢神経刺激薬は日本の法律上の覚せい剤を含み、日本ではアンフェタミン、メタンフェタミン、およびその塩類が覚醒剤取締法の対象薬物となっている。このうちメタンフェタミンの塩酸塩である塩酸メタンフェタミンは日本薬局方に収められており、医療的利用が認められている。
塩酸メチルフェニデートは欧米や日本において注意欠陥・多動性障害 (ADHD) の治療に使用されているが、その副作用や中毒性については更なる研究結果を待つ必要がある。

## 治療目的以外での使用
一部の健康体の人がこれらの薬を認識能力増強薬として使用しており (特に米国に多い)、多くの国では現状これらの使用方法は非合法とされている。しかし、一部の科学者はこういった使用法を合法化する事を提唱している。

## 種類

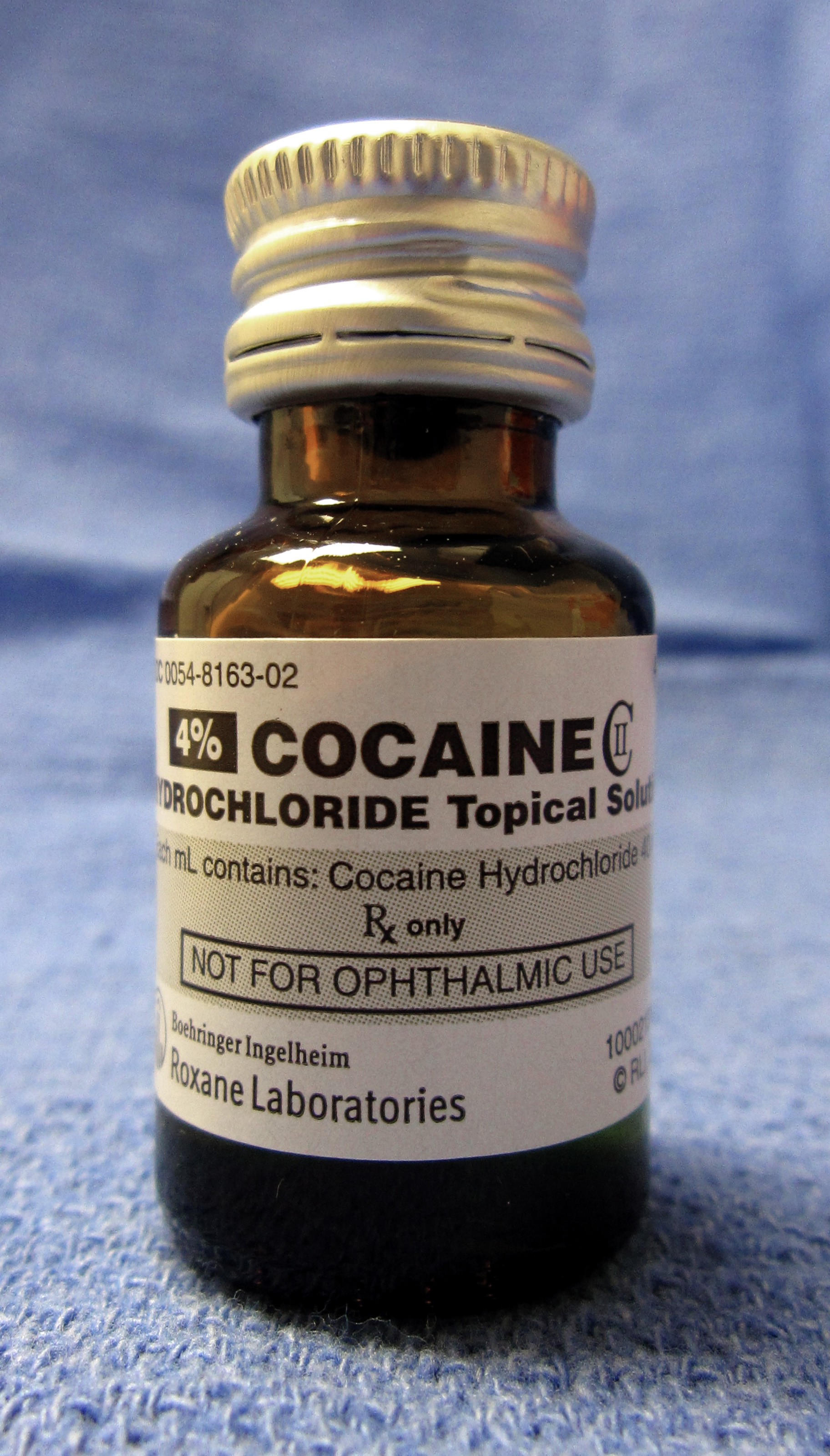
コカイン

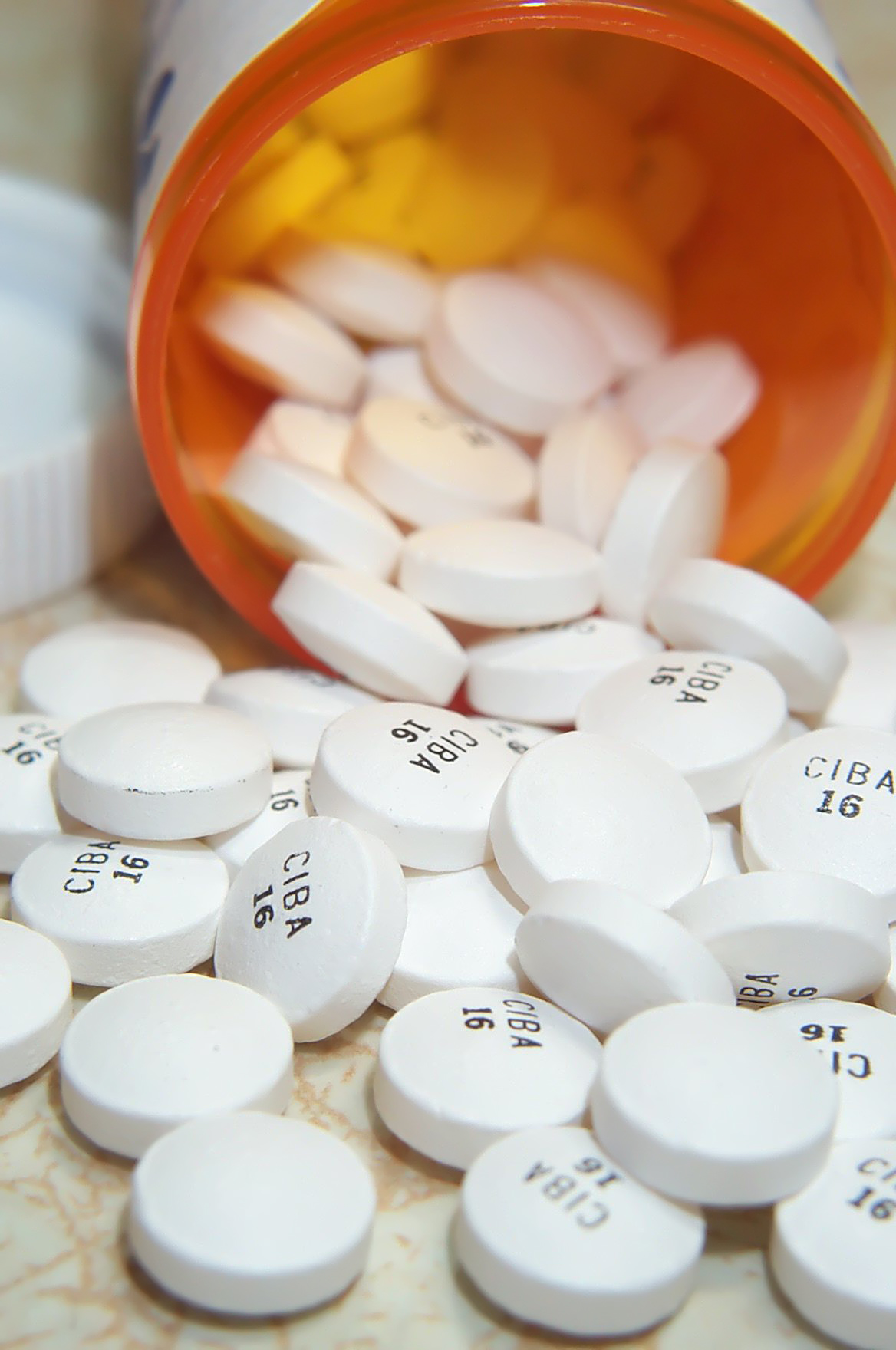
リタリン

アンフェタミン
覚醒剤取締法により覚せい剤に指定されている。処方箋医薬品。ただし、2013年現在製造されている製品はない。武田薬品工業のゼドリンは、現在では発売が中止されている。
デキストロアンフェタミン
商品名、アデロールやデキセドリンとして知られ、国外ではADHDなどに用いられる。本邦未発売である。
メタンフェタミン
覚せい剤取締法により覚せい剤である。処方箋医薬品。大日本住友製薬のヒロポンがある。
エフェドリン
ナガヰ錠 (日医工)やエフェドラとして知られる。
モダフィニル
麻薬及び向精神薬取締法により第一種向精神薬である。モディオダール (アルフレッサ)など。
アドラフィニル
オルミフォン
カフェイン
コカイン
麻薬及び向精神薬取締法により麻薬。処方箋医薬品。
ペモリン
ベタナミン (三和化学研究所)
メチルフェニデート
麻薬及び向精神薬取締法により第一種向精神薬指定、処方箋医薬品。リタリン (ノバルティス)やコンサータ (ヤンセンファーマ)として知られる。
デキサメチルフェニデート
フォカリン (ノバルティス、本邦未発売)
ピプラドロール
カロパン (日本新薬)